# Indragiri (folyó)
Az Indragiri Szumátra szigetének egyik legnagyobb folyója. Alsó szakasza hajózható. A felső folyása mentén Kuantan a neve, a forrásvidékén Umbilinnek nevezik. A Gunong-Szingalang délkeleti lejtőjén a Szingkara-tóból ered, karbon-kori nagy medencén folyik keresztül és mocsaras deltában a Brahalla-szorosba torkollik.